# Шестков, Игорь Генрихович
Игорь Генрихович Шестков (нем. Igor Heinrich Schestkow; род. 12 января 1956 года, Москва) — автор рассказов и эссе.

## Биография
Родился и вырос в Москве в семье учёных, геологов-мерзлотоведов.
Отец — Эпштейн Генрих Моисеевич (1933—1962), погиб в экспедиции МГУ на реке Тимптон в Якутии, мать — Жесткова Тамара Николаевна (1932—2015, Фэрбенкс, Аляска).
Учился в легендарной московской математической «второй школе». Окончил мехмат МГУ (1978).
10 лет работал научным сотрудником в НИИ механики МГУ. Параллельно занимался живописью и графикой. В восьмидесятые годы выставлялся на общих выставках авангардного искусства в галерее Горкома графиков на Малой Грузинской улице в Москве.
Эмигрировал в Германию (1990) с женой и дочкой. Там начал с нуля учить немецкий язык, изучать старое европейское искусство. Выступал с докладами, работал в художественной галерее, неоднократно выставлял свои графические и фотографические работы. В 2004-м году начал писать прозу по-русски.
Публиковался в эмигрантских журналах: «Литературный европеец», «Мосты» (Франкфурт-на-Майне), «Крещатик», «Эдита», «Берлин. Берега». На бывшей родине публиковался только в журнале «Наша улица» (Москва). По-немецки тексты Шесткова публиковали журналы: «Латерне» (Кемниц) и «Острагехеге» (Дрезден). C 1994 по 2001 год был членом Союза художников ФРГ. Член Союза немецких писателей (VS) с 2009 года.
Гражданин Германии, берлинец.
Лауреат литературной премии издательства Franc-Tireur USA «Серебряная пуля» за 2017 год.
Биография написана по материалам, опубликованным в биобиблиографическом справочнике «Писатели русской эмиграции», Германия 1920—2014, Франкфурт-на-Майне, 2014. Там же приведена полная на тот момент библиография писателя. 

## Книги, опубликованные в издательстве Franc-Tireur USA
- Утконос. ISBN 978-0-557-31714-1
- Аляска. ISBN 978-0-557-35507-5
- Загадочный сосед. ISBN 978-1-304-16579-4
- Кокосовые шарики. ISBN 978-1-312-72301-6
- Вторжение. ISBN 978-1-312-77049-2, с иллюстрациями киевского графика Александра Гапея
- Фуражка для лемура. ISBN 978-132-9359819
- НЛО в Берлине. ISBN 978-136-5121265
- Гость из России. ISBN 978-1-387-11540-2
- Чаттануга. ISBN 978-0-359-54431-8
- Солнце в футляре, ISBN 978-0-557-34978-4
- Присутствие, ISBN 978-1-387-53894-2

## Книги прозы, опубликованные в издательствеЛитературный европеец,Франкфурт-на-Майне
- Африка (приведенный номер ISBN 978-3-936996-253 ошибочен), текст не прошел корректорскую правку.
- Алконост. ISBN 978-3-9369-9632-6, текст не прошел корректорскую правку.
- Мосгаз. Первый том из собрания рассказов в двух томах. ISBN 978-3-945617-34-2)
- Под юбкой у фрейлины. Второй том из собрания рассказов в двух томах. ISBN 978-3-945617-35-9
- Пациент 35. Третий, дополнительный том к собранию рассказов в двух томах. ISBN 978-3-945617-47-2
- Поцелуй Клеопатры. Четвертый, дополнительный том к собранию рассказов в двух томах. ISBN 978-3-945617-48-9

## Книги прозы, опубликованные в Киеве и Берлине
- Ужас на заброшенной фабрике. ISBN 978-617-7697-42-7, Каяла, Киев, 2020 (Берлинская перепечатка ISBN 978-3-7531-5927-0)
- Покажи мне дорогу в ад. ISBN 978-617-7697-45-8, Каяла, Киев, 2020 (Берлинская перепечатка ISBN 978-3-7531-5923-2)
- Сад наслаждений. ISBN 978-617-7697-50-2, Каяла, Киев, 2020 (Берлинская перепечатка ISBN 978-3-7531-5936-2)
- Вторгнення. ISBN 978-617-7697-663, Каяла, Киев, 2020 — на украинском языке
- Нордринг. ISBN 978-617-8252-13-7, Друкарский двир Олега Федорова, Киев, 2023, из серии Библиотека "Крещатика" (Берлинская перепечатка ISBN 978-3-7575-6155-0)
- Крысолов. ISBN 978-617-8082-48-2, Друкарский двир Олега Федорова, Киев, 2023, из серии Библиотека "Крещатика" (Берлинская перепечатка ISBN 978-3-7575-6154-3)
- Жемчужное ожерелье. ISBN 978-617-8252-78-6, Друкарский двир Олега Федорова, Киев, 2024, из серии Библиотека "Крещатика" (Берлинская перепечатка ISBN 978-3-758-431-678)
- Записки следователя. ISBN 978-617-8252-79-3, Друкарский двир Олега Федорова, Киев, 2024, из серии Библиотека "Крещатика" (Берлинская перепечатка ISBN 978-3-758-432-774)
- Круиз. ISBN 978-617-8477-52-3, Друкарский двир Олега Федорова, Киев, 2024, из серии Библиотека "Крещатика" (Берлинская перепечатка ISBN 978-3-818-712-068)
- Царица ночи, Картинки из энигматического альбома, ISBN 978-617-8247-157, PublishPro, Киев, 2023, на задней странице обложки - неправильный штрихкод, (Берлинская перепечатка ISBN 978-3-7575-4155-2)

## Книги прозы, опубликованные в Санкт-Петербурге
- Вакханалия. Рассказы. ISBN 978-5-91419-162-4, Алетейя, СПб, 2009
- Фабрика ужаса. ISBN 978-5-00165-074-4, Алетейя, СПб, 2020
- Покажи мне дорогу в ад. ISBN 978-5-00165-080-5, Алетейя, СПб, 2020
- Сад наслаждений. ISBN 978-5-00165-133-8, Алетейя, СПб, 2020
- Шарманщик с улицы Архимеда. ISBN 978-5-00165-275-5, Алетейя, СПб, 2021
- Дорогая буква Ю. ISBN 978-5-00165-276-2, Алетейя, СПб, 2021
- Повелитель четверга. ISBN 978-5-00165-439-1, Алетейя, СПб, 2022

## Каталоги графики, фотографии и сборники эссе
- Окно, Берлин, 2017, (ISBN 978-3-9819002-0-0) Подзаголовок: Мой маленький графический архив
- Мой фотоальбом, В четырех частях. Берлин, 2017, (ISBN 978-3-9819002-2-4, ISBN 978-3-9819002-3-1, ISBN 978-3-9819002-4-8, ISBN 978-3-9819002-1-7)
- Видение Тундала, ISBN 978-3-7575-6044-7. epubli, Берлин, 2020
- Комната, в которой нас нет, ISBN 978-3-7575-6037-9, epubli, Берлин, 2021

## Аудиокниги
В сентябре-декабре 2015 года Виктор Корб (Омск) и Игорь Шестков в рамках совместного проекта прочитали почти все написанные к тому времени рассказы Шесткова перед микрофоном.
CD с этими записями автор начал вклеивать в изданные им книги. Аудиоприложения появились к книгам «Вакханалия», «Вторжение», «Утконос», «Аляска», «Загадочный сосед» и «Кокосовые шарики».
В феврале 2016 года Шестков издал аудиокнигу своих рассказов в исполнении Виктора Корба и его самого:
- Между июнем и Берлином (4 CD, MP3), ISBN 978-3-00-052260-4, irrgarten verlag, Берлин.